# Epiplema reducta
Epiplema reducta är en fjärilsart som beskrevs av Antonius Johannes Theodorus Janse 1932. Epiplema reducta ingår i släktet Epiplema och familjen Uraniidae. Inga underarter finns listade i Catalogue of Life.